# ロキとバートたちの大乱闘
ザ・シンプソンズ: ロキとバートたちの大乱闘（原題:The Simpsons: The Good, the Bart, and the Loki）とは、アメリカ合衆国のDisney+で2021年7月7日に公開されたザ・シンプソンズの短編アニメーション。これはアメリカで2021年5月4日に公開されたザ・シンプソンズとスター・ウォーズのコラボアニメ『マギー・シンプソンの「フォースの覚醒」（原題:Maggie Simpson in The Force Awakens from Its Nap）』に続く第2弾となる。日本のDisney+では同年7月16日から配信された。

## ストーリー
アスガルドを追放されたロキは、同じくいたずら者のバートと手を組む。

## キャラクター
これまでホーマー役を務めてきた大平透が2016年に死去していることなどを受けて、吹き替え声優は一新されているが、マージは登場しない。
| キャラクター             | オリジナル声優         | 日本語吹き替え声優 | 説明 |
| ------------------------ | ---------------------- | ------------------ | ---- |
| ホーマー・シンプソン     | ダン・カステラネタ     | 浦山迅             |      |
| バート・シンプソン       | ナンシー・カートライト | 高倉有加           |      |
| リサ・シンプソン         | ヤードリー・スミス     | うのちひろ         |      |
| バーニー・ガンベル       | ダン・カステラネタ     | 魚谷としお         |      |
| ラルフ・ウィガム         | ナンシー・カートライト | 津田里穂           |      |
| オーディン               | モーリス・ラマーシュ   | 浦山迅             |      |
| ロキ                     | トム・ヒドルストン     | 平川大輔           |      |
| ラヴォナ・レンスレイヤー | ドーン・ルイス         | 鷄冠井美智子       |      |

### 日本語吹き替え版スタッフ
- 翻訳:亀井玲子[6]
- 演出:向山宏志[6]
- 調整:吉岡拓真[6]

## 製作
ザ・シンプソンズがDisney+に参入した時、共同クリエイターで共同プロデューサーのジェームズ・L・ブルークスは、ザ・シンプソンズを宣伝し、本作のシリーズを知らない皆様にも知ってもらおうと短編作品を作ろうと考えていた。最初の短編作品 『マギー・シンプソンの「フォースの覚醒」』の制作が終わる2021年4月頃に、エグゼクティブ・プロデューサーのアル・ジェーンは、当時予定されていたマーベル・スタジオのテレビ番組『ロキ』が次のクロスオーバー候補にピッタリだと考え、トム・ヒドルストンを再びロキ役に選出しようと考えていた。
そして2021年6月、本作が公開されることが発表され、それと同時にトム・ヒドルストンがロキ役に選ばれた。この短編作品のタイトルは、1966年に公開されたセルジオ・レオーネ監督の映画『続・夕陽のガンマン（The Good, the Bad and the Ugly）』のパロディーである。

### 執筆
ジャンは、どのスプリングフィールドの住民がアベンジャーズの中で、どのメンバーになるかを選出することが「とても楽しい!」と感じていた。なお、マーベル・コミックの原作者であるスタン・リーをカメオ出演させようとも考えていたが、リーは2018年11月12日に亡くなったため、出演は叶わなかった。

### キャスト
トム・ヒドルストンは、この作品でロキ役として復活。シンプソンズのレギュラー声優では、ダン・カステラネタがホーマー・シンプソン、ナンシー・カートライトがバート・シンプソン、ヤードリー・スミスがリサ・シンプソンの役を担当し、モーリス・ラマーシュはオーディン、ドーン・ルイスはラヴォナ・レンスレイヤーを担当している。

## 配信
本作は、2021年7月7日にアメリカ合衆国のDisney+で配信され、同時にロキ 第5話『未知への旅』が公開された。本作のポスターは、アベンジャーズのパロディーとして公開されている。日本では前述の 『マギー・シンプソンの「フォースの覚醒」』と共に同年7月16日から配信された。